# Marcelo Barovero
Marcelo Alberto „Trapito” Barovero (ur. 18 lutego 1984 w Porteñi) – argentyński piłkarz pochodzenia włoskiego występujący na pozycji bramkarza.

## Kariera klubowa
Barovero pochodzi z niewielkiej miejscowości Porteña w prowincji Córdoba, gdzie rozpoczął treningi piłkarskie już jako pięciolatek w lokalnej drużynie Porteña Asociación Deportiva y Cultural, od początku występując na pozycji bramkarza. W 1995 roku otrzymał zaproszenie na testy do występującego w najwyższej klasie rozgrywkowej klubu Newell's Old Boys, lecz zdecydował się odrzucić propozycję. W wieku czternastu lat, za namową kolegi, dołączył do akademii młodzieżowej zespołu Atlético de Rafaela. Tam był na tyle wyróżniającym się zawodnikiem, że w 1999 roku otrzymał powołanie od José Pekermana na konsultacje juniorskiej reprezentacji Argentyny, gdzie rywalizował o miejsce w bramce z Juanem Pablo Carrizo. Jako osiemnastolatek został włączony do pierwszej drużyny Atlético, z którą w sezonie 2002/2003 jako rezerwowy awansował do argentyńskiej Primera División. Tam pozostawał jednak wówczas wyłącznie trzecim golkiperem, po Ángelu Comizzo i Ezequielu Medránie.
Już na koniec sezonu 2003/2004 Barovero spadł wraz ze swoją ekipą do drugiej ligi, po zaledwie roku spędzonym na najwyższym szczeblu. Bezpośrednio po relegacji został podstawowym bramkarzem Atlético, szybko zasługując na miano czołowego zawodnika pierwszoligowego zaplecza i przez kolejne trzy lata bezskutecznie walczył z zespołem o powrót do najwyższej klasy rozgrywkowej. Najbliżej tego osiągnięcia był w sezonie 2004/2005, kiedy to jego ekipa uległa w dwumeczu barażowym o promocję zespołowi Argentinos Juniors. W lipcu 2007 przeniósł się do beniaminka pierwszej ligi – drużyny Club Atlético Huracán z siedzibą w stołecznym Buenos Aires, gdzie 5 sierpnia 2007 w zremisowanym 1:1 spotkaniu z Arsenalem de Sarandí zadebiutował w argentyńskiej Primera División. Ogółem w barwach Huracánu spędził rok bez większych sukcesów, mając pewne miejsce między słupkami.
Latem 2008 Barovero został zawodnikiem zespołu Club Atlético Vélez Sarsfield, gdzie jednak przez pierwsze półtora roku pozostawał głównie alternatywą dla Germána Montoyi. W wiosennym sezonie Clausura 2009 wywalczył z ekipą prowadzoną przez Ricardo Garecę tytuł mistrza Argentyny, nie notując jednak wówczas żadnego ligowego występu. Rywalizację z Montoyą wygrał dopiero w lutym 2010, a w jesiennych rozgrywkach Apertura 2010 otrzymał od Argentyńskiego Związku Piłki Nożnej nagrodę im. Ubaldo Fillola dla najlepszego bramkarza ligi (pod względem średniej wpuszczonych goli na mecz). Sukces ten powtórzył również pół roku później, w sezonie Clausura 2011, kiedy to jako kluczowy zawodnik Vélezu zdobył również swoje drugie mistrzostwo Argentyny. Łącznie w Vélezie występował przez cztery lata.
W lipcu 2012 Barovero na zasadzie wolnego transferu dołączył do krajowego giganta – Club Atlético River Plate, powracającego do pierwszej ligi po roku przerwy. Tam z miejsca został pierwszym golkiperem zespołu i ugruntował swoją pozycję jako czołowego bramkarza ligi argentyńskiej. W wiosennym sezonie Final 2013 zdobył z nim wicemistrzostwo Argentyny, a podczas jesiennych rozgrywek Inicial 2013 otrzymał trzecią już w swojej karierze nagrodę Fillola. W sezonie Final 2014 wywalczył z zespołem prowadzonym przez Ramóna Díaza swoje trzecie mistrzostwo Argentyny oraz triumfował w Copa Campeonato, a bezpośrednio po tym – po przyjściu do klubu trenera Marcelo Gallardo – został mianowany nowym kapitanem ekipy. W jesiennym sezonie Transición 2014 ponownie osiągnął tytuł wicemistrza kraju oraz czwarty raz został uhonorowany nagrodą Fillola. W tym samym roku wygrał z River drugie co do ważności południowoamerykańskie rozgrywki – Copa Sudamericana, dzięki świetnej grze zostając wybranym najlepszym piłkarzem tej edycji turnieju. W prestiżowym plebiscycie dziennika „El País” (Equipo Ideal de América) otrzymał za to nagrodę dla najlepszego bramkarza roku w Ameryce Południowej.
W 2015 roku Barovero na arenie krajowej zajął z River tylko drugie miejsce w superpucharze kraju – Supercopa Argentina, lecz znacznie większe sukcesy odniósł na arenie międzynarodowej. Triumfował wówczas w najważniejszych rozgrywkach Ameryki Południowej – Copa Libertadores, wygrał kontynentalny superpuchar – Recopa Sudamericana, wygrał trofeum Copa Suruga Bank, a w grudniu wziął udział w Klubowych Mistrzostwach Świata, gdzie stołeczna ekipa uległa dopiero w finale Barcelonie (0:3). Drugi raz z rzędu został wybrany przez „El País” najlepszym golkiperem Ameryki Południowej, a także znalazł się na siódmym miejscu w klasyfikacji najlepszych bramkarzy świata sporządzonych przez IFFHS. Barwy River reprezentował przez cztery lata (dwa jako kapitan), rozgrywając 167 spotkań i zdobywając pięć trofeów. Jest uznawany za legendę klubu i jednego z najlepszych bramkarzy w jego historii.
Latem 2016 Barovero jako wolny zawodnik przeszedł do beniaminka ligi meksykańskiej – Club Necaxa z miasta Aguascalientes. W tamtejszej Liga MX zadebiutował 16 lipca 2016 w zremisowanej 0:0 konfrontacji z Cruz Azul.

## Statystyki kariery
| Atlético Rafaela | 2002–2003 | Argentyna | Primera B Nacional | 0   | 0 | — | —                        | —                        | —  | —   | 0   | 0 |
| Atlético Rafaela | 2003–2004 | Argentyna | Primera División   | 0   | 0 | — | —                        | —                        | —  | —   | 0   | 0 |
| Atlético Rafaela | 2004–2005 | Argentyna | Primera B Nacional | 39  | 0 | — | —                        | —                        | —  | —   | 39  | 0 |
| Atlético Rafaela | 2005–2006 | Argentyna | Primera B Nacional | 38  | 0 | — | —                        | —                        | —  | —   | 38  | 0 |
| Atlético Rafaela | 2006–2007 | Argentyna | Primera B Nacional | 42  | 0 | — | —                        | —                        | —  | —   | 42  | 0 |
| Huracán          | 2007–2008 | Argentyna | Primera División   | 38  | 0 | — | —                        | —                        | —  | —   | 38  | 0 |
| Vélez Sarsfield  | 2008–2009 | Argentyna | Primera División   | 9   | 0 | — | —                        | —                        | —  | —   | 9   | 0 |
| Vélez Sarsfield  | 2009–2010 | Argentyna | Primera División   | 11  | 0 | — | —                        | CL                       | 1  | 0   | 12  | 0 |
| Vélez Sarsfield  | 2010–2011 | Argentyna | Primera División   | 35  | 0 | — | —                        | CS + CL                  | 13 | 0   | 48  | 0 |
| Vélez Sarsfield  | 2011–2012 | Argentyna | Primera División   | 35  | 0 | — | —                        | CS + CL                  | 17 | 0   | 52  | 0 |
| River Plate      | 2012–2013 | Argentyna | Primera División   | 34  | 0 | — | —                        | —                        | —  | —   | 34  | 0 |
| River Plate      | 2013–2014 | Argentyna | Primera División   | 34  | 0 | — | —                        | CS                       | 5  | 0   | 39  | 0 |
| River Plate      | 2014      | Argentyna | Primera División   | 18  | 0 | 1 | 0                        | CS                       | 10 | 0   | 29  | 0 |
| River Plate      | 2015      | Argentyna | Primera División   | 19  | 0 | 2 | 0                        | CL + RS + CSB + CS + KMŚ | 23 | 0   | 44  | 0 |
| River Plate      | 2016      | Argentyna | Primera División   | 13  | 0 | — | —                        | CL                       | 8  | 0   | 21  | 0 |
| Necaxa           | 2016–2017 | Meksyk    | Liga MX            | 0   | 0 | — | —                        | —                        | —  | —   | 0   | 0 |
| Ogółem           |           |           |                    |     |   |   |                          |                          |    |     |     |   |
| Argentyna        | Argentyna | Argentyna | 365                | 0   | 3 | 0 | CS + CL + RS + CSB + KMŚ | 77                       | 0  | 445 | 0   |   |
| Meksyk           | Meksyk    | Meksyk    | 0                  | 0   | — | — | —                        | —                        | —  | 0   | 0   |   |
| Ogółem           | Ogółem    | Ogółem    | Ogółem             | 365 | 0 | 3 | 0                        | CS + CL + RS + CSB + KMŚ | 77 | 0   | 445 | 0 |

Legenda:
- CL – Copa Libertadores
- CS – Copa Sudamericana
- RS – Recopa Sudamericana
- CSB – Copa Suruga Bank
- KMŚ – Klubowe Mistrzostwa Świata